# Detector d'infrarojos

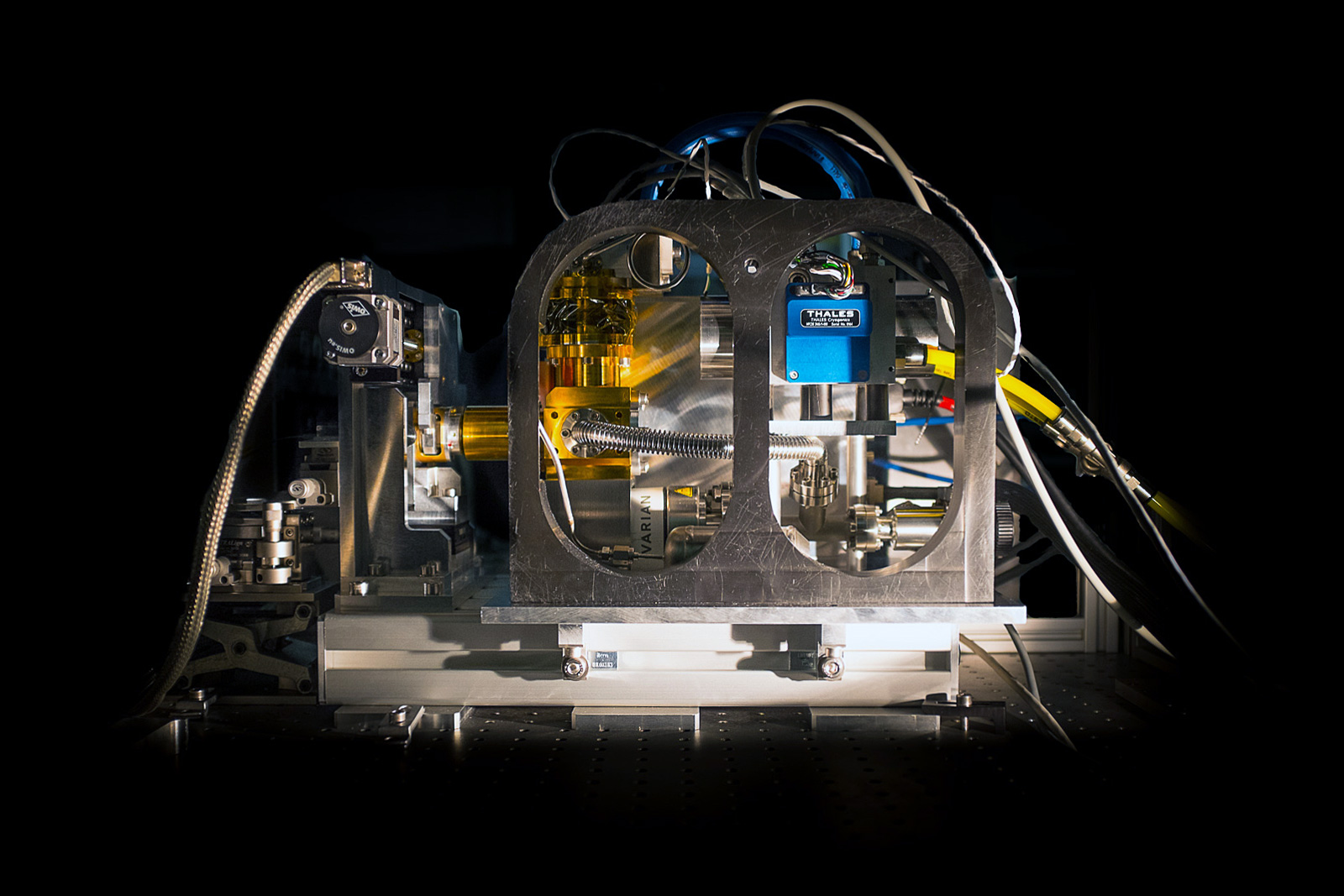
Prototip de detector d'infraroig d'alta velocitat instal·lat en l'instrument PIONIER a l'Observatori Paranal d'ESO.

Un detector d'infrarojos és un detector que reacciona a la radiació infraroja (IR). Els dos tipus principals de detectors són: tèrmics i fotònics (fotodetectors).
Els efectes tèrmics de la radiació IR incident poden ser seguits a través de molts fenòmens dependents de la temperatura. Els bolòmetres i micro-bolòmetres es basen en canvis en la resistència. Els termoparells i termopiles utilitzen l'efecte termoelèctric. Les cèl·lules de Golay segueixen l'expansió tèrmica. En els espectròmetres IR els detectors piroelèctrics són els més generalitzats.
El temps de resposta i la sensibilitat dels detectors fotònics pot ser molt major, però en general aquests han de ser refredats per tallar el soroll tèrmic. Els materials en aquests són semiconductors amb llacunes de banda estreta. Els fotons IR poden causar excitacions electròniques. En detectors fotoconductors, es controla la resistivitat de l'element detector. Els detectors fotovoltaics contenen una unió PN en la qual el corrent fotoelèctric apareix després de la il·luminació.
Alguns materials detectors d'IR
- Tel·lurur de mercuri-cadmi (MCT)
- Antimonur d'indi
- Arsenur d'indi
- Selenur de plom
- QWIP
- QDIP.